# Lóbolondok (film)
A Lóbolondok (eredeti cím: Horse Crazy)  2001-ben bemutatott romantikus családi film.

## Cselekménye
|  | Alább a cselekmény részletei következnek! |

A 8-9 éves Tyler és Stoney a hétéves Sammel együtt belopóznak Tyler és Sam bátyjának, Bradnak a kocsijába (aki Nevadába megy a barátnőjéhez), hogy az iskolában az egyik órán vetített filmben látott vadlovakat, musztángokat fogjanak be. Tyler úgy tervezi, hogy estére már haza is fognak érni a befogott lovakkal.
Útközben kocsijuk lerobban, Brad ekkor felfedezi a „potyautasokat”. A lelkükre köti, hogy ne menjenek sehova, ő pedig elindul a benzinkúthoz, hogy ékszíjat szerezzen az elszakadt helyett. A gyerekek azonban úgy gondolják, hogy vadlovak nélkül nem mennek haza, ezért elindulnak a sivatag felé.
Brad szerencséjére útközben találkozik egy csinos fiatal lánnyal és nagyapjával, akik egy értékes musztángot szállítanak. Ők elviszik Bradet a benzinkúthoz, majd vissza is fuvarozzák a kocsijához, amiből a gyerekek időközben elmentek.
Ugyanekkor az értékes musztángot egy háromfős banda el akarja rabolni (egyikük a tulajdonosnál dolgozó intéző). A tolvajok megállítják a lovat szállító autót, megkötözik a tulajdonost és unokáját, de amikor be akarják terelni a lovat a kocsiba, a ló a tulajdonosok biztatására kitör és elszabadul.
A három gyerek találkozik a lóval, amin nincs sem nyereg, sem kantár, ezért azt gondolják, hogy egy vadlóval van dolguk, amit szeretnének befogni. Mivel a ló hozzá van szokva az emberekhez, ezért békésen tűri, hogy a gyerekek lasszót dobáljanak rá (sokszor próbálkoznak, mire a művelet sikerül).
Felváltva felülnek a lóra, de a lótolvajok utolérik őket (a lótolvajok egyike félszemű), és azt állítják, hogy a ló az övék, és 15 dollár jutalom ellenében elvezetik a lovat. Azonban nem messze távolodnak el, amikor Samnek eszébe jut, hogy a „tulajdonos”-nak mondott férfit hallotta a benzinkútnál, ahol megálltak, és arról beszélt a mobilján valakivel, hogy el fog lopni egy lovat. Stoney-nak is eszébe jut, hogy a benzinkút vécéjénél látott férfi az egyik lótolvaj. Ezért visszafordulnak a sivatag felé és a tolvajok nyomába erednek.
A tolvajok egy barlangba húzódnak, hogy ne fedezzék fel őket, ha helikopterről keresné őket a rendőrség. A három gyerek megpróbálja visszaszerezni a musztángot, de Tylert elfogják a tolvajok. A másik két gyerek több trükköt bevet, amikkel kicsalják a két tolvajt a barlangból. Egyiküket sikerül egy teherautó csomagterébe zárni, a másikat megkötözik. A félszemű gazfickó azonban kiszabadul és amikor harmadik bűntársuk, az intéző is megérkezik, elfogják a gyanútlanul odaérkező Bradet és a ló tulajdonosának unokáját.
Sam belopózik és elvágja a Brad kezét összefogó kötelet, ekkor Brad leüti az intézőt. Stoney lasszóval elfogja az egyik tolvajt, majd mindhármat megkötözik és átadják a rendőrségnek.
|  | Itt a vége a cselekmény részletezésének! |

## Szereposztás
- Michael Glauser – Tyler
- Brittany Armstrong – Sam, Tyler húga
- Jonny Cronin – Stoney Davis
- Scott Subiono – Luke, az egyik lótolvaj
- Dalin Christiansen – Karl
- Arizona Taylor – Brad, Tyler és Sam nagyfiú bátyja
- Elizabeth Johnson – Andi, az értékes musztáng tulajdonosának unokája
- Cseroki Füst – a „Tábornok” nevű értékes musztáng
- Craig Costello – az értékes musztáng tulajdonosa

## Megjelenése
A film DVD-n 2002. június 4-én jelent meg.

## Forgatási helyszínek
- Salt Lake City, Utah állam
- Littlefield, Arizona állam
- Washington megye (az iskolai jelenetek)

## Érdekesség
- A filmet Claude Hendershotnak ajánlják, „aki bolondult a lovakért és a film ötletét szolgáltatta”.